# Cătălin Caragea
Cătălin Caragea (n. 6 decembrie 1997, Chișinău, Republica Moldova – d. 22 martie 2020, Chișinău, Republica Moldova) a fost un cântăreț și compozitor, fost vocalist al trupei “7 Klase”.

## Copilăria
Cătălin Caragea s-a născut pe data de 6 decembrie, 1997 în Chișinău, Republica Moldova, însă o bună parte din copilărie a petrecut-o în localitatea de baștină a bunicilor săi Sidor și Maria Deliu, satul Malcoci, r-nul Ialoveni.
Părinții lui Cătălin Caragea, mama Aurelia Deliu (născută la 20 mai 1973) și tatăl Ion Caragea (născut la 9 decembrie 1972) i-au depistat talentul încă de mic copil, astfel la vârsta de cinci ani, Cătălin evolua, deja, încântat de admirația spectatorilor săi pe scena “Palatului de Cultură” din satul Malcoci, r-nul Ialoveni.
Cătălin a urmat două școli muzicale: Școala de Arte “Alexei Stârcea“ (pian și dans) și Școala de Arte “Valeriu Poleacov“ (chitară și canto) și urma să fie admis la Academia de Muzică, Teatru și Arte Plastice pentru a-și continua studiile.

## Cariera de artist
Pe parcursul vieții, Cătălin a participat la multiple concursuri muzicale la nivel național, ocupând primele locuri, astfel, succesul ascendent al lui Cătălin nu reprezintă doar talentul înnăscut al artistului, ci și mulți ani de muncă asiduă și dezvoltare personală și profesională pentru a obține acea aparență și ținută scenică impecabilă.
Cătălin Caragea s-a lansat pe scena mare a muzicii în 2015, în calitate de solist al trupei rock de amatori “Breaking the Records” pentru care a evoluat timp de circa doi ani.
În septembrie, 2016, la vârsta de 18 ani, Cătălin Caragea a fost singurul candidat din Republica Moldova, preselectat pentru cel de-al șaselea sezon al competiției românești de muzică de televiziune X Factor (România), jurizat de renumiții Delia Matache, Horia Brenciu, Ștefan Bănică Jr. și Carla's_Dreams.
În urma prestației, presa din România scria despre modul în care Cătălin a cucerit publicul larg: “Tânărul care cântă-n subterana mall-ului din Chișinău a făcut senzație pe scena de la X Factor (România), iar jurații nu au putut găsi replicile potrivite pentru a caracteriza prestația acestuia”.
Cătălin a reușit să se califice în semifinala concursului și să ducă faima Republicii Moldova peste hotarele ei.

## Trupa “7 Klase”
Ulterior, Cătălin a fost observat de către producătorul muzical al trupei de instrumentiști tineri și entuziaști “7 Klase” Iurie Bădicu, care l-a selectat în calitate de solist al trupei respective.
Trupa a început să producă muzică proprie, un stil nou atât pentru muzica autohtonă, cât și pentru cea internațională, care a fost denumit “muzică urbană”. Astfel, Cătălin este co-autorul pieselor “Fată urbană”, “Plec din Chișinău”, ”Fata care nu mă lasă”, iar piesele interpretate de trupă au devenit hituri și au adunat peste 2 mln. de vizualizări unice pe Youtube și alte platforme online. 
Piesa “Draga mea iubită”, semnată de poetul Nicolae Dabija, care a fost și membru corespondent al Academiei de Științe a Moldovei (2012) și compozitoarea Oxana Ciorici și una dificil de interpretat i-a pus lui Cătălin, cel mai bine, în valoare vocea.
Astfel, odată cu venirea lui Cătălin în trupă, pe data de 6 aprilie 2018, băieții au ridicat sala la emisiunea televizată Românii au talent. Aceștia au evoluat la începutul showlui cu o piesă de tango, iar interpretarea lor a fost pe placul juraților, a prezentatorilor și a publicului larg, care i-au aplaudat insistent. Trupa s-a calificat în semifinala ediției nr.8.
În urma acestei prestații, formația a fost contactată de către Andrei Tiberiu Maria, cunoscut sub numele scenic Smiley, care a ajutat trupa să se promoveze ulterior.
Astfel, în următorii doi ani, trupa a fost cotată ca una dintre cele mai prestigioase formații muzicale din țară, iar printre cele mai valoroase prestații artistice ale “7 Klase” pot fi enumerate: 
- Deschiderea Festivalului Gustar, 2017;
- Deschiderea Concertului 3 Sud Est (19 aprilie, 2018, Palatul Național din Chișinău);
- Deschiderea Concertului Smiley (11 decembrie, 2019, Sala Polivalentă Elisabeta Lipă din Botoșani și Bacău; 14 februarie 2019, Palatul Național din Chișinău; 12 decembrie 2019, Sala Polivalentă din Iași);
- Participarea în cadrul spectacolului aniversar al scriitorului-academician Nicolae Dabija, 21 mai 2019, Palatul Național ,,Nicolae Sulac” din Chișinău;
- Participarea în cadrul Concertului pe plajă, Radio Europa FM, Constanța, 2019;
- Participarea în cadrul Târgului de Crăciun, Chișinău, 2020;
- Participarea în cadrul Galei Aniversare "Geneza Art" - 10 Ani (27 ianuarie, 2020);
- Deschiderea Concertului Inna (8 martie, 2020 în cadrul Festivalului Internațional de Muzică “Mărțișor”, Palatul Național ,,Nicolae Sulac”), etc.

## Emisiuni
Urmare a succesului, obținut în cadrul emisiunii X Factor, Cătălin Caragea a fost invitat în cadrul emisiunii de televiziune Românii au talent, alături de Pavel Bartoș. 
Multiplu laureat al concursurilor-recital, concursurilor juvenale de muzică ușoară și campionatelor naționale de dans de estradă și stil liber (2008-2011).
Pe parcusrul a doi ani de existență, trupa “7 Klase”, solist al căreia era Cătălin Caragea, a fost nominalizată cu titlurile onorifice ”Debutul anului” la ”Gala Brilliance” și ”Debutul anului” de către revista “VIP magazin” (2018), iar în 2019 aceasta a obținut trofeul “Trupa Anului” la Moldova Music Awards și ”Evoluția/Omul Anului”, după versiunea ”VIP magazin”, în categoria ”SHOWBIZ”.

## Deces
Cătălin Caragea a plecat din viață pe 22 martie 2020 la vârsta de 22 ani, lăsând în sufletul familiei sale, a prietenilor și fanilor o durere imensă.

## Discografie

### Piese:
- 2017: "Fată urbană"
- 2018: "Draga mea iubită"
- 2018: "Fata, care nu mă lasă"
- 2019: "Plec din Chișinău"
- 2020: "Lobodă de primăvară"

## Interviuri
- Dezbateri Radio Moldova, 28 ianuarie 2020.
- Student Fest - Chișinău, 24 mai, 2019.

## Inițiative în memoria artistului
Regretatul interpret Cătălin Caragea va rămâne mereu în inimile celor, care l-au iubit și i-au admirat vocea inconfundabilă. La două luni de la moartea sa, societatea civilă a venit cu o inițiativă frumoasă în memoria artistului. Pe 19 mai 2020 aceasta a lansat petiția electronică Denumirea și amenajarea pasajului subteran din preajma centrului comercial Shopping MallDova în cinstea lui "Cătălin CARAGEA" prin care a solicitat Primăriei Municipiului Chișinău și Ministerului de resort denumirea pasajului pietonal subteran de pe viaduct, punctul de lansare și locul în care Cătălin și-a exersat vocea, timp de mai mulți ani, în cinstea lui.
Ulterior, a fost creat un grup de inițiativă în memoria lui Cătălin Caragea care și-a asumat, în perspectivă să depună eforturi pentru a amenaja această subterană cu pozele artistului în mozaic foto, a decora treptele cu plăci de teracotă sub formă de clape de pian și a dota subterana cu boxe muzicale, în care să răsune piesele interpretate de Cătălin. Adițional, fanii și prietenii lui Cătălin au venit cu ideea să fie montate bănci/scaune, iar tinerele talente și oamenii care se simt singuri să se poată întâlni și exersa/comunica în pasajul relevant. 
Pănă la moment, petiția a fost susținută de circa 10.000 de internauți, inclusiv peste 800 de semnături din partea colectivului didactic și studenților Colegiului "Mondostud -Art", în plină componență. Este de remarcat faptul că Cătălin a fost absolvent al acestei instituții de învățământ.